# موخ (نوردراین-وستفالن)
موخ (به آلمانی: Much) یک شهر در آلمان است که در راین-زیگ واقع شده‌است. موخ ۱۵٬۰۷۸ نفر جمعیت دارد.

## خواهرخوانده
شهرهای Doullens و گروس کوریس خواهرخوانده‌های موخ (نوردراین-وستفالن) هستند.